# ジョン・ティリー
サー・ジョン・アンソニー・セシル・ティリー（Sir John Anthony Cecil Tilley、CB、KCMG、KCVO、枢密顧問官、1869年1月21日 - 1952年4月5日）は、英国の外交官。1926年から1931年まで、駐日英国大使を務めた。

## 経歴

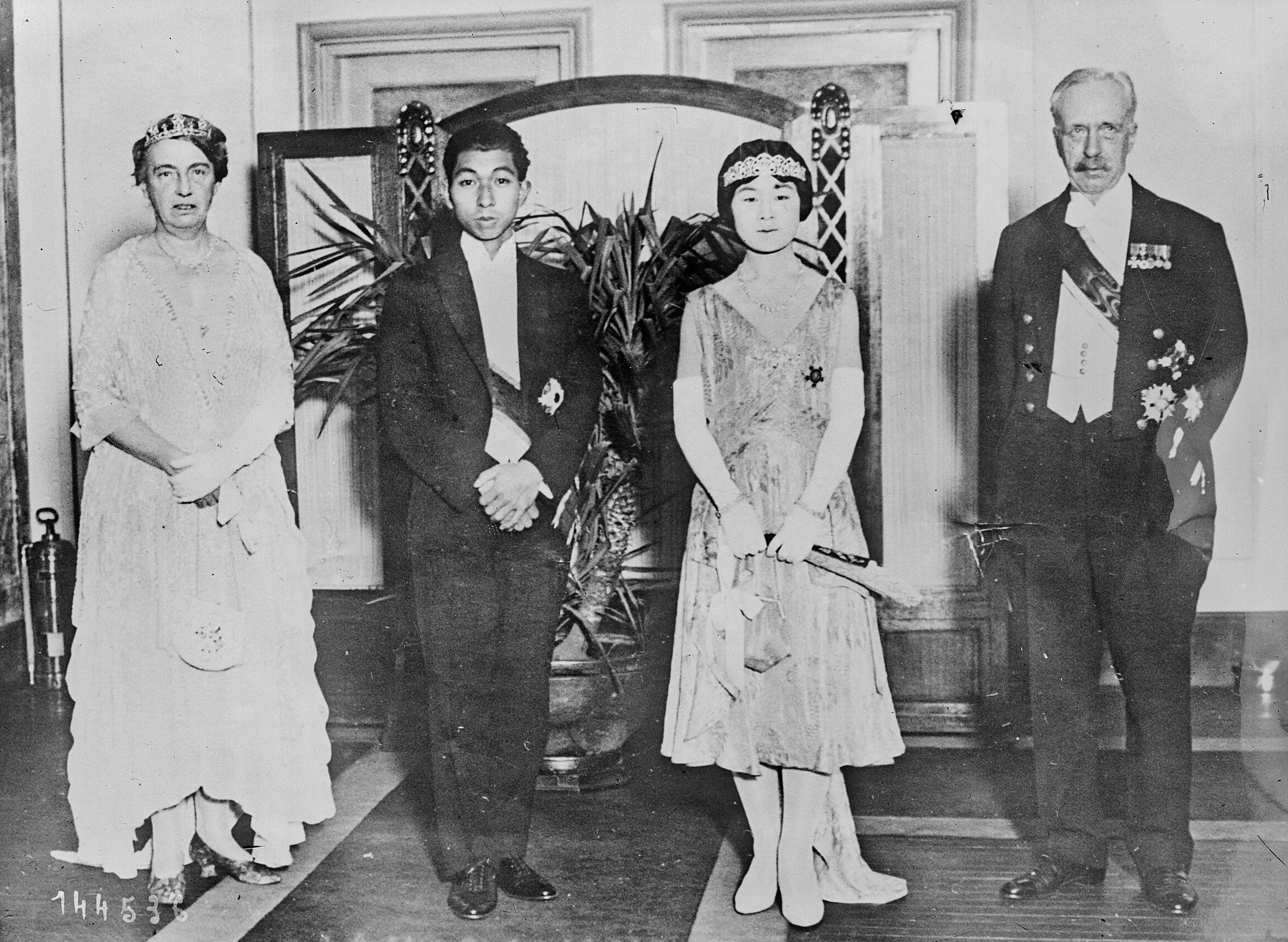
1930年（昭和5年）2月24日、丸の内の東京会館にて行われた高松宮御成婚祝賀会。右よりティリー大使、喜久子妃、宣仁親王、ティリー大使夫人。

ティリーは1869年1月21日に生まれ、イートン校からケンブリッジ大学キングス・カレッジに入学した。1893年、外務省に入省し、コンスタンチノープルで数年間一等書記官を務めた他はロンドンで勤務した。1920年、ブラジルに大使として赴任し、そこで東京への転任命令を受けた。
1926年、東京に赴任したが、駐日英国大使館の建物は関東大震災で全壊しており、新しい大使館は建設中（1932年完成）であった。このため、ティリーは任期を木造の仮家屋で過ごすこととなった。また、この年の末、大正天皇が崩御し、国家的服喪がおよそ1年間続いた。
この頃、中国では民族意識が高まりつつあり、英国がその最初の攻撃目標とされ、貿易は麻痺状態となった。このため英国は他国、特に日本の支援を必要としたが、ティリーは必ずしもそれに成功しなかった。ティリーの日本側の交渉相手は外務大臣の幣原喜重郎であったが、幣原はむしろ中国や米国との協調を重視した。
しかし、日本が山東出兵を行うと、中国での排日運動が盛んとなり、今度は日本が英国の協力を求めるようになった。このため、日英関係は多少改善し、ティリーも以前と比べると歓待されるようになった。
1928年11月、昭和天皇の即位の礼が京都御所で行われ、ティリーもこれに参列した。この時、ティリーは一般民衆が熱狂を持って天皇を迎えたとは思えないと述べている。京都におよそ10日間滞在後、ティリーら外交団は東京に戻った。ティリーは当初昭和天皇をあまり高く評価していなかったが、即位後は「思いがけなく成長を遂げた」と評している。
ティリーは外交面ではあまり大きな成果をあげることはなかったが、文化面では両国の関係改善に寄与した。さまざまな英語弁論大会に出席し、大英博物館の美術史家で詩人であるローレンス・ビニョン（Laurence Binyon）の訪日実現に力を尽くした。
1930年10月18日、ティリーは日本を離れた。英国に戻るとすぐに外交官を引退し、1952年4月5日に亡くなった。